# Where Do I Begin
«З чого розпочати» або «Історія любові» — популярна пісня, яка побачила світ у 1970 році. Музика була створена Френсісом Леєм раніше за текст, та спершу була використана як інструментальна тема до фільму «Історія кохання» (англ. Love Story). Після того, як музична тема фільму стала популярною, Карлом Сігманом було написано текст пісні.
Пісня також служила як тема телесеріалу Love Story (1973—1974, NBC).
Пісня виконувалася багатьма виконавцями. Популярною стала версія пісні, у виконанні Мірей Матьє французькою мовою. Проте перша та найпоширеніша версія була записана американським естрадним виконавцем Енді Вільямсом. Вільямс також виконав пісню з міс Піггі в епізоді Маппет-шоу. Пісню також виконала Shirley Bassey в альбомі Something Else 1971 року.